# Чжун Го — Китай
«Чжун Го — Китай» — документальный фильм Микеланджело Антониони, снятый в 1972 в КНР. Фильм оказался под запретом со стороны идеологов культурной революции.
Съёмки велись в Пекине, Нанкине, Шанхае, Сучжоу и Линьчжоу (Аньян, пров. Хэнань). Из-за ограничений, наложенных на съёмочную группу, Антониони пришлось отказаться от первоначального плана полугодичной работы. Съёмка была поспешно завершена за 22 дня.
В октябре 1973 года на фильм был наложен запрет китайского правительства. Фильм был запланирован к показу на Биеннале в Венеции, 1974; вследствие китайской ноты протеста его показ был перенесен в другой кинотеатр. Чжоу Эньлай, изначально одобривший создание фильма, оказался объектом критики. Антониони получил прозвище «антикитайского клоуна» 反华小丑 и провокатора. Кампания против фильма, прошедшая в Китае в феврале-марте 1974, собрала ок. 200 страниц публикаций, выражавших негодование. Авторы протестовали против якобы имевшего место «злостного очернения китайской социалистической действительности».
После свержения «банды четырёх» (1976) отношение к фильму в Китае было пересмотрено. В 1980 в адрес Антониони были принесены официальные извинения. 25 ноября 2004 фильм был показан на ретроспективе работ Антониони в Пекинской академии кино.